# Exhuma
Exhuma (en hangul, 파묘; en hanja, 破墓; romanització revisada, Pamyo; literalment, «Excavació») és una pel·lícula de terror de Corea del Sud del 2024 escrita i dirigida per Jang Jae-hyun, i protagonitzada per Choi Min-sik, Kim Go-eun, Yoo Hae-jin i Lee Do-hyun. La pel·lícula inclou elements de misteri i ocultisme, i segueix el procés d'excavació d'una tomba ominosa, que desencadena conseqüències terribles enterrades a sota. S'ha subtitulat al català.
Exhuma es va estrenar a la secció Fòrum del 74è Festival Internacional de Cinema de Berlín el 16 de febrer de 2024. Es va estrenar a les sales el 22 de febrer i va rebre crítiques positives de la crítica. La pel·lícula va recaptar 93,9 milions de dòlars arreu sel món, convertint-se en la pel·lícula sud-coreana més taquillera del 2024 i la sisena pel·lícula de Corea del Sud més taquillera de tots els temps.

## Argument
La reconeguda xaman coreà Hwa-rim i el seu protegit, Bong-gil, són reclutats per una acomodada família coreana-americana de promoció immobiliària per identificar la misteriosa malaltia del fill nounat de la família. Hwa-rim descobreix que la maledicció és una "Crida de la tomba", un esperit de l'avantpassat venjador que els persegueix. El patriarca de la família, Park Ji-Yong, els encarrega que traslladin la tomba per apaivagar l'avantpassat, el seu avi. Hwa-rim recluta col·legues, un mestre i geomantra del Feng shui Kim Sang-deok i un funerari Yeong-geun amb la promesa d'un gran dia de pagament, especialment en Sang-deok que necessita diners per pagar el casament de la seva filla.
Sang-deok s'especialitza en vendre llocs funeraris per als rics, mentre que Yeong-geun és propietari d'una funerària. Durant la seva primera trobada amb Ji-yong, Sang-deok es torna cautelós quan Ji-yong insisteix a cremar la tomba, que es troba en una muntanya remota prop de la frontera amb Corea del Nord. Sang-deok es retira, sentint una energia sinistra, però Ji-yong el convenç de reconsiderar-se duplicant el pagament de la feina. Tanmateix, Hwa-rim els convenç que pot realitzar un ritual mentre s'excava la tomba per evitar la maledicció. Ji-yong els parla d'un famós monjo anomenat "Gisune" que per tal de calmar els lladres de tombes, va proporcionar la ubicació de la tomba al seu avi.
Hwa-rim i Bong-gil realitzen el ritual i l'excavació continua sense problemes. Però quan neteja, un dels enterradors talla el cap d'una serp de cap humà, la qual cosa provoca un mal presagi i una pluja. Yeong-geun insisteix a cremar el taüt un cop s'aturi la pluja, de manera que l'emmagatzemen en una sala propera. El guardià local, escoltant rumors d'un tresor a la tomba, obre amb avarícia el taüt i, per tant, allibera accidentalment l'entitat venjativa que hi ha dins, l'avi de Ji-yong. L'entitat apunta a la seva línia de sang, matant els pares de Ji-yong i el mateix Ji-yong. L'avi, revelat com un col·laborador japonès durant l'època de l'ocupació coreana, està turmentat pel seu enterrament inadequat. Sang-deok crema el taüt abans que l'entitat pugui matar el nadó, abolint la maledicció.
Mesos més tard, Yeong-geun informa a Sang-deok sobre un enterrador que és atacat després de matar la serp. Torna a visitar la tomba i descobreix el cap de la "serp" juntament amb un segon lloc d'enterrament per a un taüt de set peus de llarg. Ell recluta Hwa-rim, Bong-gil i Yeong-geun per disposar del taüt. Els quatre l'excaven i descansen al temple, on Hwa-rim s'assabenta de Gisune, que resulta ser un poderós xaman japonès anomenat Murayama Junji que té el sobrenom de La guineu. Aquella nit, Bong-gil és testimoni d'un oni que mata el sacerdot del temple i el granger de porcs local juntament amb els seus porcs. Hwa-rim i Bong-gil troben el taüt arrencat per dins i Hwa-rim és emboscat per l'oni que es revela que és un samurai. Bong-gil és ferit i posseït, i els altres són testimonis que l'oni es converteix en una bola de foc volant de tornada a la muntanya.
Hwa-rim investiga l'origen de l'oni a través del posseït Bong-gil. En Sang-deok torna a la tomba i troba el samurai adormit en les coordenades escrites a la làpida de l'avi. Es revela que durant l'ocupació japonesa de Corea, el Japó Imperial va ordenar als seus xamans que posessin múltiples espigues espirituals de ferro per tot el país per interrompre la força vital del país perquè poguessin governar fàcilment la Corea ocupada. Ell descobreix que els suposats lladres de tombes eren patriotes coreans que intentaven desenterrar i eliminar aquestes espigues espirituals a Corea i l'oni samurai és en realitat l'esperit guardià que va rebre l'encàrrec de Gisune de protegir una de les puntes. Sang-deok, Hwa-rim i Yeong-geun dissenyen un pla per desenterrar la relíquia quan la criatura s'aixequi després de la mitjanit. Hwa-rim distreu el samurai mentre els altres caven la tomba. Una visió revela que la Guineu incrusta una katana dins del cos d'un samurai decapitat, convertint el samurai en un tsukumogami i la tomba de l'avi de Ji-yong serveix de coberta per a la relíquia. En Sang-deok s'adona que el mateix samurai és l'espiga de ferro i com que al Feng shui es representa el foc, ha de ser vençut per l'element aigua i fusta. Aleshores, Sang-deok utilitza el piolet de fusta mullatat amb la seva pròpia sang per vèncer amb èxit l'esperit samurai. Ferit, es desmaia però més tard recupera la consciència en un hospital amb els altres al costat del seu llit. Uns mesos després, el grup assisteix al casament de la filla de Sang-deok.

## Repartiment
- Choi Min-sik com a Kim Sang-deok, mestre del feng shui[7]
- Kim Go-eun com a Lee Hwa-rim, xaman[8]
- Yoo Hae-jin com a Yeong-geun, enterrador[9]
- Lee Do-hyun com a Yoon Bong-gil, xaman[10]
- Kim Jae-cheol com a Park Ji-yong, el client de Hwa-rim[11]
- Kim Sun-young com a Oh Gwang-shim, xaman
- Kim Ji-an com a Park Ja-hye, un xaman jove

## Producció
El juny de 2021, es va informar que Choi Min-sik protagonitzarà el thriller ocult del director Jang Jae-hyun. Kim Go-eun i Lee Do-hyun es van unir al repartiment l'agost de 2022, seguit de Yoo Hae-jin, ue es va unir al repartiment el setembre de 2022.
La pel·lícula produïda per Showbox i Pinetown Production en associació amb MCMC, està dirigida per Jang Jae-hyun, que és conegut per fer pel·lícules ocultistes.
La fotografia principal va començar l'octubre de 2022, i el rodatge va acabar el març de 2023. El director en una entrevista va revelar que la pel·lícula utilitzava un gran nombre d'escenes reals i accessoris reals per al rodatge, va intentar no utilitzar estudis i va evitar utilitzar efectes CG en la postproducció. Segons les seves pròpies paraules, "Vaig intentar filmar el fons i els objectes, evitant la CG sempre que era possible. Vam fer les fotos amb la màxima minuciositat sense construir un decorat, i per a coses com les fotos de fantasmes, els actors reals es van maquillar durant 6 hores i després van fer fotos borroses a propòsit."

## Llançament
Exhuma es va estrenar el 16 de febrer de 2024, com a part del 74è Festival Internacional de Cinema de Berlín, al Fòrum.
Va ser estrenat a les sales el 22 de febrer de 2024 a Corea del Sud per Showbox Co., Ltd.
La pel·lícula es va projectar per primera vegada al 48è Festival Internacional de Cinema de Hong Kong el 7 d'abril de 2024, en presentacions de gala.
Va ser llançada el 3 de maig de 2024 a l'Índia. Estarà disponible el 14 de juny de Shudder (disponible als Estats Units i a Califòrnia).
La pel·lícula es va presentar a 'Prime Picks' al 23è Festival de Cinema Asiàtic de Nova York el 20 de juliol de 2024. Va competir al LVII Festival Internacional de Cinema Fantàstic de Catalunya a la secció 'Competició Oficial Fantàstic' on va guanyar el Premi Especial del Jurat. Es va projectar al festival el 4 d'octubre de 2024.

## Recepció
La pel·lícula inclou escenes que són crítiques amb l'ocupació japonesa de Corea, amb el desenterrament de la maledicció vinculat al descobriment del passat de Corea.

### Taquilla
La pel·lícula es va estrenar el 22 de febrer de 2024 a 2.086 pantalles. El dia de l'estrena, la pel·lícula va acabar en primer lloc a la taquilla de Corea del Sud amb 336.114 entrades i un import brut de 2.369.404 dòlars EUA, superant la puntuació d'obertura més alta d'una pel·lícula estrenada l'any 2024 a Corea del Sud fins ara. La pel·lícula va encapçalar la taquilla del cap de setmana  d'obertura, amb 14.455.880 dòlars de 1.963.577 entrades. El 25 de febrer, el quart dia de la seva estrena, la pel·lícula va superar els 2 milions d'entrades, i el 28 de febrer, el setè dia, va superar els 3 milions d'entrades. El 2 de març, el 10è dia, va superar els 5 milions d'espectadors. El 10 de març, es va convertir en la pel·lícula ocultista coreana amb més rendiment amb 8 milions d'espectadors.Exhuma el 24 de març es va convertir en la primera pel·lícula coreana del 2024 a superar els 10 milions de vendes d'entrades, en el seu 32è dia als cinemes, segons Showbox.
El 15 de maig de 2024 la pel·lícula havia recaptat 84.095.030 dòlars de 11.902.097 d'entrades, la qual cosa la converteix en la pel·lícula més taquillera de Corea del Sud de 2024.
La pel·lícula ha recaptat 97.602.124 dòlars a tot el món segons Box Office Mojo. Ha enregistrat més de 2,23 milions de espectadors al Vietnam el 31 de març i es va convertir en la pel·lícula coreana més exitosa allà, superant el rècord de 2,15 milions de 6/45, una pel·lícula de comèdia del 2022. També és la pel·lícula coreana amb més èxit d'Indonèsia, amb 2,3 milions d'entrades el 31 de març.

### Resposta crítica
Exhuma va ser ben rebut per la crítica. Al lloc web de l'agregador de ressenyes Rotten Tomatoes, la pel·lícula té una puntuació d'aprovació del 93% i una puntuació mitjana de 7,6/10, basada en 40 ressenyes.
Lee Yoon-seo escrivint per a The Korea Herald va elogiar l'actuació de l'escriptura del repartiment, "el repartiment veterà fa una bona actuació per afegir a l'experiència immersiva" i va declarar que "Exhuma  consisteix en els acurats esforços de Jang per oferir escenes detallades i súper realistes que representen el xamanisme coreà, com ara el procés tradicional d'exhumació i els rituals "intestí" realitzats per apaivagar els esperits errants". Lee va considerar que aquests "estan retratats de manera tan realista, que la pel·lícula assoleix un nou nivell d'horror". Conclou que "no obstant això, malgrat la bona interpretació i l'atenció al detall, Exhuma ensopega en desplegar la seva trama".
Els crítics de 'Cine21 van donar crítiques generalment favorables a la pel·lícula. Lee Yong-cheol va puntuar la pel·lícula amb 4 estrelles sobre 5, i va escriure que és una pel·lícula de gènere ben feta i amb un gran significat.
Meagan Navarro de Bloody Disgusting va puntuar la pel·lícula amb un 4/5 i la va anomenar "Un terror divertit amb moltes coses al cap". Navarro va escriure: "Jae-hyun Jang combina temes culturals i històrics introspectius amb emocions de terror esgarrifoses, sagnants i atmosfèriques d'una manera emocionant."

### Reconeixements
| Premi                                                   | Any  | Categoria                        | Nominat / Treball         | Resultat  | Ref.            |
| ------------------------------------------------------- | ---- | -------------------------------- | ------------------------- | --------- | --------------- |
| Baeksang Arts Awards                                    | 2024 | Millor pel·lícula                | Exhuma                    | Nominat   | [ 48 ] [ 49 ]   |
| Baeksang Arts Awards                                    | 2024 | Millor director                  | Jang Jae-hyun             | Guanyador | [ 48 ] [ 49 ]   |
| Baeksang Arts Awards                                    | 2024 | Millor Actor                     | Choi Min-sik              | Nominat   | [ 48 ] [ 49 ]   |
| Baeksang Arts Awards                                    | 2024 | Millor Actriu                    | Kim Go-eun                | Guanyador | [ 48 ] [ 49 ]   |
| Baeksang Arts Awards                                    | 2024 | Millor actor secundari           | Yoo Hae-jin               | Nominat   | [ 48 ] [ 49 ]   |
| Baeksang Arts Awards                                    | 2024 | Millor actor novell              | Lee Do-hyun               | Guanyador | [ 48 ] [ 49 ]   |
| Baeksang Arts Awards                                    | 2024 | Millor guió                      | Jang Jae-hyun             | Nominat   | [ 48 ] [ 49 ]   |
| Baeksang Arts Awards                                    | 2024 | Premi Tècnic                     | Kim Byung-in (so)         | Guanyador | [ 48 ] [ 49 ]   |
| Asian Film Awards                                       | 2025 | Millor pel·lícula                | Exhuma                    | Nominat   | [ 50 ] [ 51 ]   |
| Asian Film Awards                                       | 2025 | Millor director                  | Jang Jae-hyun             | Nominat   | [ 50 ] [ 51 ]   |
| Asian Film Awards                                       | 2025 | Millor actor                     | Choi Min-sik              | Nominat   | [ 50 ] [ 51 ]   |
| Asian Film Awards                                       | 2025 | Millor actriu                    | Kim Go-eun                | Nominat   | [ 50 ] [ 51 ]   |
| Asian Film Awards                                       | 2025 | Millor nouvingut                 | Lee Do-hyun               | Nominat   | [ 50 ] [ 51 ]   |
| Asian Film Awards                                       | 2025 | Millor guió                      | Jang Jae-hyun             | Nominat   | [ 50 ] [ 51 ]   |
| Asian Film Awards                                       | 2025 | Millor disseny de vestuari       | Choi Yoon-sun             | Guanyador | [ 50 ] [ 51 ]   |
| Asian Film Awards                                       | 2025 | Millor disseny de producció      | Seo Sung-kyung            | Nominat   | [ 50 ] [ 51 ]   |
| Asian Film Awards                                       | 2025 | Millor música original           | Kim Tae-seong             | Nominat   | [ 50 ] [ 51 ]   |
| Asian Film Awards                                       | 2025 | Millor efectes visuals           | Kim Shin-chul, Daniel Son | Guanyador | [ 50 ] [ 51 ]   |
| Asian Film Awards                                       | 2025 | Millor so                        | Kim Byung-in              | Nominat   | [ 50 ] [ 51 ]   |
| Blue Dragon Film Awards                                 | 2024 | Millor pel·lícula                | Exhuma                    | Nominat   | [ 52 ]          |
| Blue Dragon Film Awards                                 | 2024 | Millor director                  | Jang Jae-hyun             | Guanyador | [ 52 ]          |
| Blue Dragon Film Awards                                 | 2024 | Millor actor                     | Choi Min-sik              | Nominat   | [ 52 ]          |
| Blue Dragon Film Awards                                 | 2024 | Millor actriu                    | Kim Go-eun                | Guanyador | [ 52 ]          |
| Blue Dragon Film Awards                                 | 2024 | Millor actor secundari           | Yoo Hae-jin               | Nominat   | [ 52 ]          |
| Blue Dragon Film Awards                                 | 2024 | Millor actor novell              | Lee Do-hyun               | Nominat   | [ 52 ]          |
| Blue Dragon Film Awards                                 | 2024 | Millor guió                      | Jang Jae-hyun             | Nominat   | [ 52 ]          |
| Blue Dragon Film Awards                                 | 2024 | Millor muntatge                  | Jeong Byung-jin           | Nominat   | [ 52 ]          |
| Blue Dragon Film Awards                                 | 2024 | Millor fotografia i il·luminació | Lee Mo-gae, Lee Sung-hwan | Guanyador | [ 52 ]          |
| Blue Dragon Film Awards                                 | 2024 | Millor direcció artística        | Seo Sung-gyeong           | Guanyador | [ 52 ]          |
| Blue Dragon Film Awards                                 | 2024 | Millor música                    | Kim Tae-seong             | Nominat   | [ 52 ]          |
| Blue Dragon Film Awards                                 | 2024 | Premi Tècnic                     | Lee Eun-ju (maquillatge)  | Nominat   | [ 52 ]          |
| Brand of the Year Awards                                | 2024 | Millor actriu en pel·lícula      | Kim Go-eun                | Guanyador | [ 53 ]          |
| Buil Film Awards                                        | 2024 | Millor pel·lícula                | Exhuma                    | Nominat   | [ 54 ]          |
| Buil Film Awards                                        | 2024 | Millor director                  | Jang Jae-hyun             | Nominat   | [ 54 ]          |
| Buil Film Awards                                        | 2024 | Millor actriu                    | Kim Go-eun                | Nominat   | [ 54 ]          |
| Buil Film Awards                                        | 2024 | Millor actor secundari           | Yoo Hae-jin               | Nominat   | [ 54 ]          |
| Buil Film Awards                                        | 2024 | Millor guió                      | Jang Jae-hyun             | Nominat   | [ 54 ]          |
| Buil Film Awards                                        | 2024 | Millor actor novell              | Lee Do-hyun               | Nominat   | [ 54 ]          |
| Buil Film Awards                                        | 2024 | Millor premi artístic/tècnic     | Seo Sung-gyeong           | Nominat   | [ 54 ]          |
| Buil Film Awards                                        | 2024 | Millor músic                     | Kim Tae-seong             | Nominat   | [ 54 ]          |
| Buil Film Awards                                        | 2024 | Yu Hyun-mok Film Arts Award      | Jang Jae-hyun             | Guanyador |                 |
| Busan Film Critics Awards                               | 2024 | Millor actor                     | Choi Min-sik              | Guanyador | [ 55 ]          |
| Cine21 Movie Awards                                     | 2024 | Pel·lícula de l’Any              | Exhuma                    | 2nd       | [ cal citació ] |
| Cine21 Movie Awards                                     | 2024 | Millor director                  | Jang Jae-hyun             | Guanyador | [ cal citació ] |
| Cine21 Movie Awards                                     | 2024 | Millor actriu                    | Kim Go-eun                | Guanyador | [ cal citació ] |
| Premis de l'Associació de Productors de Cinema de Corea | 2024 | Millor guió                      | Jang Jae-hyun             | Guanyador | [ 56 ]          |
| Premis de l'Associació de Productors de Cinema de Corea | 2024 | Millor actriu                    | Kim Go-eun                | Guanyador | [ 56 ]          |
| Premis de l'Associació de Productors de Cinema de Corea | 2024 | Millor so                        | Kim Byung-in              | Guanyador | [ 56 ]          |
| Premis de l'Associació de Productors de Cinema de Corea | 2024 | Millor il·luminació              | Lee Sung-hwan             | Guanyador | [ 56 ]          |
| Premis de l'Associació de Productors de Cinema de Corea | 2024 | Premi artístic                   | Seo Sung-kyung            | Guanyador | [ 56 ]          |
| Marie Claire Film Festival                              | 2024 | Premi Pioner                     | Kim Go-eun                | Guanyador | [ 57 ]          |
| Festival de Cinema de Sitges                            | 2024 | Premi Especial del Jurat         | Exhuma                    | Guanyador | [ 58 ] [ 59 ]   |
| Premis Women in Film of the Year                        | 2024 | Millor actriu                    | Kim Go-eun                | Guanyador | [ 60 ]          |